# Ministrstvo za infrastrukturo Republike Slovenije
Ministrstvo za infrastrukturo Republike Slovenije je ministrstvo Vlade Republike Slovenije, ki je odgovorno za področje infrastrukture in s tem povezanimi področji (promet, energetika, prometna varnost).

Trenutna ministrica za infrastrukturo Republike Slovenije je Alenka Bratušek.  

## Delovna področja
Delovna področja, za katera je odgovoren ministrstvo za infrastrukturo, so:
- kopenski promet,
- letalski in pomorski promet,
- energetika,
- trajnostna mobilnost in prometna politika ter
- preiskovanje v zvezi z varnostjo.

## Organizacija
Ministrstvo za infrastrukturo je organizirano sledeč:
- minister
- državni sekretarji
- službe:
  - Služba za odnose z javnostmi
  - Služba za notranjo revizijo
  - Služba za preiskovanje letalskih, pomorskih in železniških nesreč in incidentov
  - Služba za mednarodne zadeve in protokol
  - Finančni sektor
  - Sekretariat
- direktorati:
  - Direktorat za kopenski promet
  - Direktorat za letalski in pomorski promet
  - Direktorat za energijo
  - Direktorat za trajnostno mobilnost in prometno politiko
- organi:
  - Uprava Republike Slovenije za pomorstvo
  - Direkcija Republike Slovenije za infrastrukturo
  - Inšpektorat Republike Slovenije za infrastrukturo